# Heligmonevra occidentalis
Heligmonevra occidentalis là một loài ruồi trong họ Asilidae. Heligmonevra occidentalis được Ricardo miêu tả năm 1925. Loài này phân bố ở vùng nhiệt đới châu Phi.